# Rzeczyce (Rudziniec)
Rzeczyce (deutsch Retzitz, 1936–1945 Rettbach) ist eine Ortschaft in Oberschlesien. Sie liegt in der Gemeinde Rudziniec (Rudzinitz) im Powiat Gliwicki (Landkreis Gleiwitz) in der Woiwodschaft Schlesien.

## Geografie

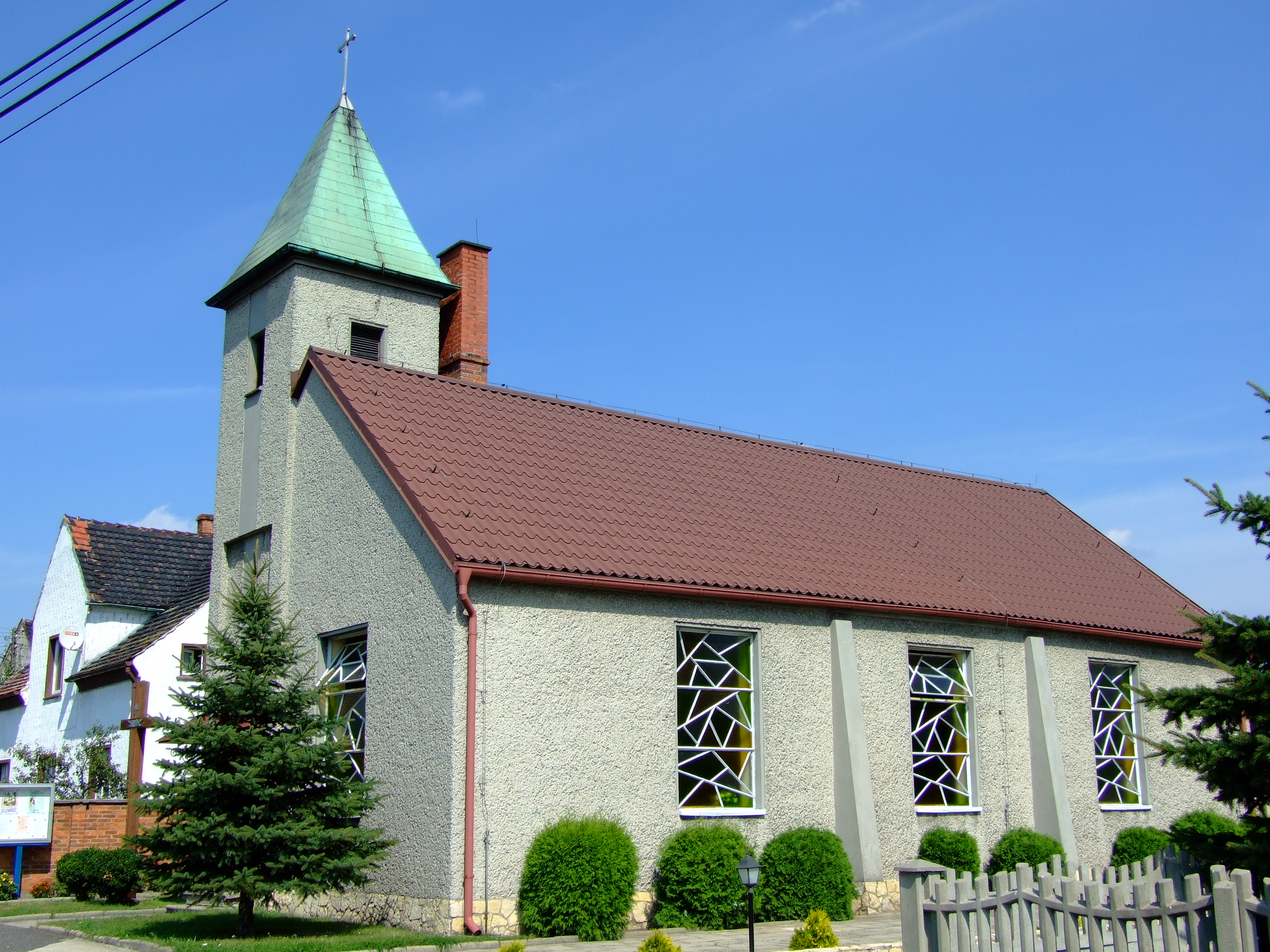
Die Marienkirche

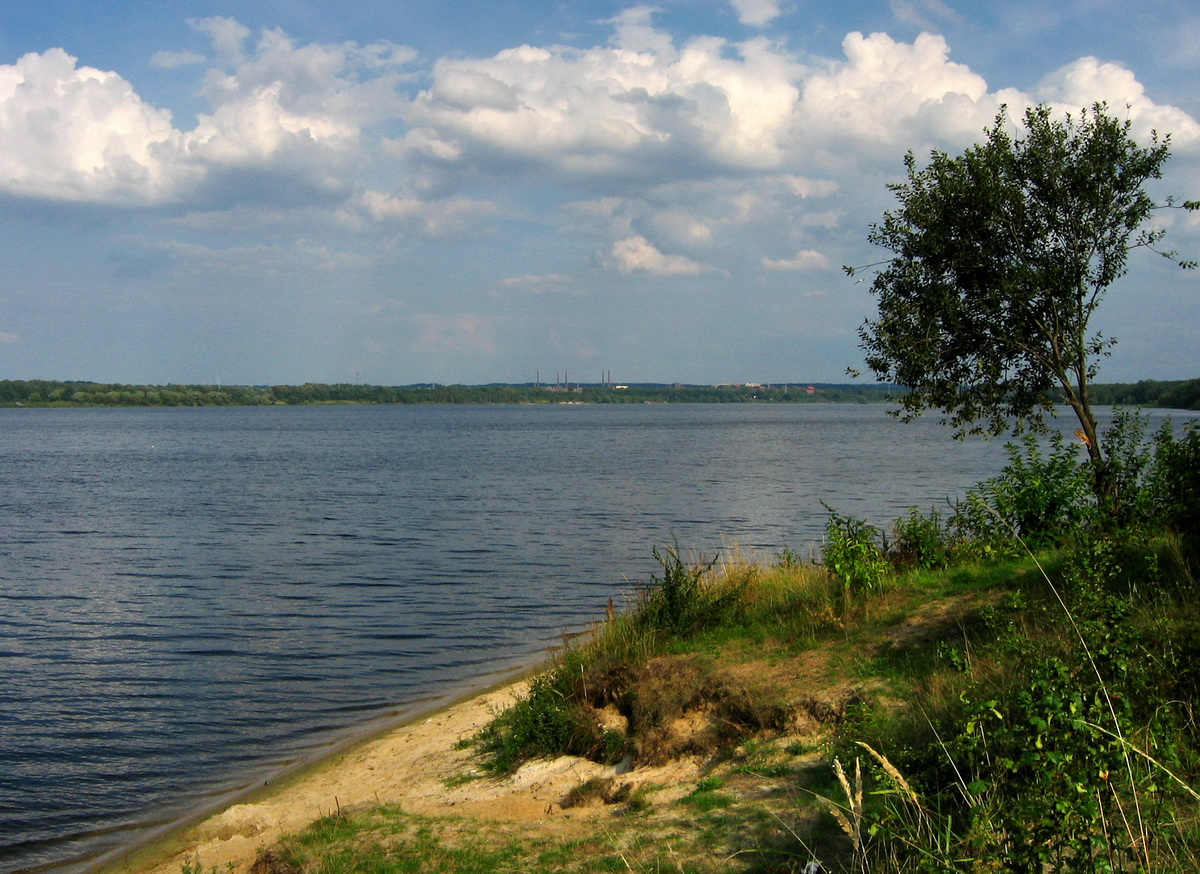
Das große Staubecken von Dzierżno

Rzeczyce liegt elf Kilometer östlich vom Gemeindesitz Rudziniec (Rudzinitz), zwölf Kilometer nordwestlich von der Kreisstadt Gliwice (Gleiwitz) und 34 Kilometer westlich von der Woiwodschaftshauptstadt Kattowitz.
Nördlich befindet sich das große Becken der Staubecken von Dzierżno.

## Geschichte
Der Ort entstand spätestens im 13. Jahrhundert. 1295–1305 wurde der Ort im Liber fundationis episcopatus Vratislaviensis (Zehntregister des Bistums Breslau) erstmals urkundlich als „Redza“ erwähnt.
Der Ort wurde 1783 im Buch Beyträge zur Beschreibung von Schlesien als Rzezi(t)z erwähnt und lag im Kreis Tost des Fürstentums Oppeln. Damals hatte er 99 Einwohner, ein Vorwerk, ein Frischfeuer, sieben Bauern und sieben Gärtner. 1865 bestand Rzetzitz aus einem Rittergut und einem Dorf. Das Rittergut gehörte damals einem Herrmann Merkel und zum Besitz zählten die Vorwerke Borszcz und Neuhof und das Pertinenzgut Zdzierdz. Der Ort hatte zu diesem Zeitpunkt zehn Bauern, sechs Gärtner und 15 Häusler, sowie eine katholische Schule.
Bei der Volksabstimmung in Oberschlesien am 20. März 1921 stimmten vor Ort 117 Wahlberechtigte für einen Verbleib Oberschlesiens bei Deutschland und 241 für eine Zugehörigkeit zu Polen. Retzitz verblieb nach der Teilung Oberschlesiens beim Deutschen Reich. 1936 wurde der Ort im Zuge einer Welle von Ortsumbenennungen der NS-Zeit in Rettbach umbenannt. Bis 1945 befand sich der Ort im Landkreis Tost-Gleiwitz.
1945 kam der bis dahin deutsche Ort unter polnische Verwaltung und wurde anschließend der Woiwodschaft Schlesien angeschlossen und ins polnische Rzeczyce umbenannt. 1950 kam der Ort zur Woiwodschaft Kattowitz. 1999 kam der Ort zum wiedergegründeten Powiat Gliwicki und zur Woiwodschaft Schlesien.

## Bauwerke
- Moderne Marienkirche